# 사이판 전투
사이판 전투(영어: Battle of Saipan, 일본어: サイパンの戦い)는 1944년 태평양 전쟁 당시 미국과 일본이 태평양 사이판섬에서 치열하게 벌인 전투로 양측 모두 많은 사상자가 발생했고 특히 일본군은 이 전투에서 최초로 전원 옥쇄를 감행해 사이판에 살던 일본 민간인들까지 모두 자살했다.

## 배경
전쟁 당시 사이판 섬은 북마리아나 제도의 섬이자 전략적 요충지였는데 당시 일본 본토를 폭격하는데 가장 가까운 위치라 비행장을 건설하기에 알맞았다. 미 태평양 함대에서는 제5함대 사령관 레이먼드 A. 스프루언스 제독을 총사령관으로 삼고 마셜 장군은 전투기 지원, 이외에 터너 조이 제독, 홀랜드 스미스 제독, 랄프 스미스 장군 등이 사령관으로 참가했다.
그리고 병력을 편성해 상륙부대 6만 6779명 등이 참가했고 그외의 병력까지 합치면 총병력이 7만 1000명에 달했다. 이때 사이판을 지키는 일본군 사령관에는 나구모 주이치와 사이토 요시쓰구 장군이 있었다. 당시 사이판에는 일본군을 따라온 많은 일본 민간인들이 살고 있었다.

## 전투 과정

### 상륙
1944년 6월 11일 조지 마셜 제독은 225대의 전투기를 발진시켜 150대의 일본군 전투기를 파괴시켰고 16척의 항공모함에서 900대의 전투기를 발진시켜 사이판 전역을 폭격하고 미 함대는 4일 동안 함포 사격을 퍼부었다. 6월 14일 기동 부대가 구성되고 수중 폭파팀이 야간에 해안의 장애물을 제거했다.
6월 15일 새벽 5시 42분 터너 조이 제독이 상륙 명령을 내려 해안 도착 30분 전 함포 사격이 집중되고 구축함 및 로켓포 함들이 4.5인치 다연장 로켓포와 20mm, 40mm 캐논포로 엄호 사격을 했다.
오전 8시 12분 해변 상륙을 알리는 깃발이 휘날리자 폭격기와 전투기가 상륙한 해변에 100파운드 폭탄과 5인치 로켓 포로 대량 발사해 기선을 제압하고 수륙양용전차가 환초를 통과해 공격을 시도했다. 이에 일본군은 상륙하는 해병대원들에게 총과 곡사포를 마구 쏘아대어 해변에 도착하기도 전에 수많은 사상자가 발생하고 상륙한 해병대원들도 전진 중 해변과 철도 사이에서 많은 희생을 당했다.
해변에서 일본군 화력으로 해병대 제2사단을 지휘하던 지휘관 4명이 전사했고 해병 제23대대가 찰란카오나 마을로 진격했으나 일본군이 75mm와 105mm 야포를 동굴 입구에 숨겨두었기 때문에 진격을 멈춰야 했다.
밤에는 일본군이 야간 기습을 하여 게릴라 전술을 이용해 미군에게 많은 피해를 입히고 새벽 5시 45분이 되자 기습이 절정에 달한다.

### 공격과 반격
1944년 6월 16일 이른 아침 해병대 2사단이 랄프 스미스 휘하의 육군 제165보병연대의 상륙을 안전하게 도와주고 해병대 제4사단은 아슬리토 공항과 그 근처로 전진 공격을 시작했다. 이에 그날 밤 사이토 요시쓰구 장군은 더욱 강력한 반격으로 미군들에게 큰 피해를 입히고 나구모 주이치 제독을 개별 공격 명령을 내렸다.
6월 17일 새벽 3시 30분 일본군 탱크가 나타나 조명탄을 떠뜨리며 교전을 시작했고 오전 7시까지 벌어진 전투에서 24대가 넘는 일본군 전차가 파괴되고 그날 해안선에서 3500명의 미군 사상자가 발생했다.
아침이 되자 해병대는 다시 전진을 시작해 일본의 사이토 장군은 타포쵸 산 정상에서 미군의 움직임을 관측했고 미군의 찰란카노아의 임시 활주로를 이용해 비행기로 일본군의 움직임을 관측했다. 해병대 제4사단이 아슬리토 공항 활주로로 진격해 아진간 포인트에서 소탕전을 벌이고 있었다.
한편 홀랜드 스미스 장군이 도착해 찰란카노아에 본부를 설치하고 랄프 스미스 장군이 이끄는 육군 제27보병사단이 상륙했다.
6월 18일 해병대 대원들을 계속 전진해 해병 제24, 25연대가 매가진 만을 점령해 일본군의 허리를 잘랐으며 육군 115보병 중대는 아슬리토 공항을 점령하여 후에 일본 본토 폭격의 중요한 역할을 하는 공항으로 개조했다. 해병대 제2사단은 타포쵸 산으로 전진했고 제4사단은 각만 반도를 향해 사이판 동쪽 부분을 쓸어가기 시작했다.

### 치열한 전투
6월 19일 필리핀 필리핀해 해상에서는 중부 태평양 함대 사령관 스프루언스 제독의 제5함대와 일본 연합함대의 오자와 지사부로 제독과 가쿠타 가쿠지 제독의 필리핀 해 해전이 있었다. 이 전투에서 미군은 130대의 비행기와 약간의 항공모함을 손실했고 일본군은 400대 이상의 전투기와 3대의 정규 항공모함을 손실했다.
6월 22일 해병대 제2사단과 제4사단, 육군 제27 보병사단은 가라판 남부에서부터 타포쵸 산의 일본군 기지를 둘러싸고 각만 반도에 이르기까지 전선이 형성되어 전투를 벌였고 육군 2개 대대는 나프탄 포인트에 일본군의 강력한 저항으로 발이 묶여 있었으나 그 부내의 나머지는 북쪽으로 진격 중이었다.
해병 제2연대는 타포쵸 산 서쪽 언덕을 공격 중이었고 해병 제4사단은 각만 반도로 전진하고 곧이어 111대의 P-47D 썬더볼트 전투기가 지원차로 도착한다.
6월 23일 오전 10시 다시 공격 명령이 하달되었으나 오히려 사이토 장군이 있는 방어 진지로 무모하게 돌진해 해병 제4사단이 큰 피해를 입는다. 이에 극도로 화가 난 홀랜드 스미스 장군이 육군의 랄프 스미스 장군에 책임을 물어 해임시킨다.
6월 25일 미군의 해병 제8연대가 타포쵸 산을 점령하는 데 성공하고 일본군이 다시 반격을 시도했으나 큰 피해를 입고 물러났다.
6월 26일 해병 제2연대는 가라판 마을을 통과하여 라디오 로드가 있는 곳까지 점령하였고 해병 제4사단이 각만 반도를 가로지르는 모든 길을 점령하였다. 106연대가 타포쵸 산 남쪽 절벽에 남아있는 일본군들과 대치 중 큰 피해를 입고 물러난다. 나프탄 포인트에서는 육군 2대대 105중대가 일본군과 교착상태에 빠져 있었다.
이 곳에서 일본군 317독립중대와 47독립혼성연대는 6월 26일밤부터 6월 27일 새벽 사이 탈주하기오 결정하였으며 부상자는 그대로 나프탄 포인트를 사수하고 싸울 수 없게 되면 자살하라고 명령했다.
홀랜드 스미스 장군은 일본군의 병력을 과소평가하였으며 일본군은 어둠을 틈타 미국의 방어선을 뚫고 이동하여 미국 사령부 1500야드 거리까지 다가섰다. 일본군은 이실리 공항을 공격하였으며 해군 공병대와 기술자들이 이를 방어 한다. 밤이 지나자 약500명의 일본군들이 사망을 한다. 많은 미국해병들도 나프탄 포인트에서 탈주를 시도하던 일본군에게 후방에서 공격을 받아 피해를 입는다.

### 두 중장의 죽음
6월 27일 타나팍 남부 라디오 언덕에서 타로포포에까지 긴 전선이 펼쳐져 미군의 후방에서는 대대적인 소탕전이 벌어지고 있었는데 타포쵸 산에서는 아직 일본군 저항 세력이 남아 있어 타포쵸 산의 4개의 산봉오리는 교착 상태에 빠져있었다. 그러는 사이 7월 1일 다카기 다케오 소위가 나구모 주이치 제독에게 철수 명령을 알리러 가다가 미군에 의해 전사했다.
7월 2일 퍼플 해얼트 라디지에 묶여 있던 육군 165보봉 2대대가 델타 바일을 점령하게 된다. 7월 4일에는 미국인들에겐 독립 기념일이었으나 사이판의 미국인에게는 공휴일이 없었다. 미군은 가라판 마을에서 북쪽으로 전진을 시작했으나 정글, 바위, 늪에 베이고 긁혔고 캔음식 외에는 먹을 것이 없었다. 그러나 일본군은 미군보다 상태가 더 심각했다. 일본군은 식량은 물론 물도 없었고 대부분 병에 걸려 있었다. 이날 미군은 타나팍 마을을 점령했다.
7월 6일 사이판에 거주하던 많은 일본 민간인들이 미군 전선 쪽으로 갔고 사이토 요시쓰구는 마탄사 마을에 최후의 사령부를 세웠다. 그리고 이렇게 말했다.
| “ | 미국의 악마들이 공격한 이래 이 섬에 있는 제국의 군인들과 시민들은 잘 싸웠다. 그들은 어느 곳에도 영관된 제국의 참 모습을 보여 주었다. 나는 모든 사람들이 마지막까지 그들의 의무를 다 할 것이라고 믿는다. 그러나 하늘은 우리에게 기회를 주지 않았다. 우리의 전우들은 차례로 죽어 갔으며 적의 야만적인 공격은 계속되고 있다. (중략) 나는 악마같은 미국이 또 다른 공격을 오더라도 남은 사람들과 끝까지 항전 할 것이다. 그리고 나의 뼈를 사이판에 묻을 것이며 나의 뼈는 태평양의 성채가 될 것이다. | ” |

7월 7일 새벽 3시 일본군은 미군 105연대를 뚫고 공격을 시작해 미군은 많은 희생을 당했고 일본군은 미군의 다른 부대에 의해 75%의 사상자가 발생한다. 105연대가 타나팍 북쪽에서 15시간에 걸쳐 교전한 끝에 일본군의 마지막 공격 이후 해병대 제4사단은 빠르게 마피 포인트로 진격한다. 사이토 장군은 결국 칼로 자신의 가슴을 찔러 자결하고 만다.
7월 8일 사이토 장군에 이어 나구모 장군도 역시 자신의 동굴 진지에서 권총으로 자결했다.

### 끔찍한 사건
1944년 7월 9일 오후 4시 15분 터너 조이 제독은 사이판이 확보되었다고 발표했다. 이는 일본군의 조직적 저항이 끝났다는 것을 의미하며 이후 남은 일본군의 잔당에 의해 많은 미군들이 죽었다. 이 전투에서 미군과 일본군 모두 많은 피해를 냈고 특히 일본군은 대부분이 전멸했다. 그리고 이 전투의 여파로 일본에서는 도조 히데키 수상이 사퇴하게 된다.
한편 미군은 이 단 한 개의 섬을 점령하기 위해 13만 8391발의 포탄과 5882개의 조명탄, 4대의 야포에서 29만 1405발의 포가 발사되었는데 이 무게를 합하면 모두 8500톤이나 된다. 719대의 상륙함 중 204대가 파괴당했고 새로운 전차가 처음 선보여 위력을 발휘했다.
7월 7일 그 곳에서 미국인들은 도저히 그들이 저지할 수 없는 광경을 목격한다. 한 군사보고서에는 그 상황을 다음과 같이 묘사했다.
그들 앞에 있는 아이들을 던지거나, 그들의 아이들을 껴안은 부모들은 들쑥날쑥한 바위가 있는 절벽 아래로 뛰어 내렸다. 마피주변을 지나던 순찰함의 사령관은 물위에 떠 있는 수많은 시신 때문에 아주 천천히 지루하게 항해를 해야 했다.

지금 사람들은 그 곳을 자살 절벽, 만세 절벽으로 부른다.

## 이후의 결과
일본 홋카이도를 제외한 모든 일본 본토가 B-29 슈퍼포트리스의 공습을 받게 됐고 이는 도쿄 대공습으로 이어진다. 그리고 사이판섬은 미국의 통치를 받게 되었다.

## 같이 보기
- 괌 전투 (1944년)
- 티니안 전투
- 반자이 절벽
- 윈드토커: 사이판 전투 당시의 나바호족 통신병. 동명의 영화도 있다.